# Raphael Seitz
Raphael Seitz (* 29. Juli 1957 in Heilbronn; † 26. Februar 2015 in Bad Friedrichshall) war ein deutscher Glaskünstler und Maler.

## Leben
Er besuchte das Theodor-Heuss-Gymnasium Heilbronn und studierte von 1979 bis 1988 Malerei und Glasgestaltung bei Rudolf Haegele, Hans Gottfried von Stockhausen und Ludwig Schaffrath an der Akademie der Bildenden Künste Stuttgart und von 1980 bis 1984 Kunstgeschichte bei Werner Sumowski an der Universität Stuttgart. 
Bereits während seiner Studienzeit fanden erste Einzelausstellungen mit seinen Werken statt. Seit 1991 war er als freischaffender Künstler in Heilbronn tätig. 1996 kandidierte er im Landtagswahlkampf als parteiloser Kandidat für Bündnis 90/Die Grünen, denen er später auch kurzzeitig angehörte. 2011 trat er eine Honorarprofessur an der Liverpool Hope University an.
Er starb 2015 nach kurzer schwerer Krankheit und hinterließ eine Lebensgefährtin sowie eine 15-jährige Tochter.

## Werk

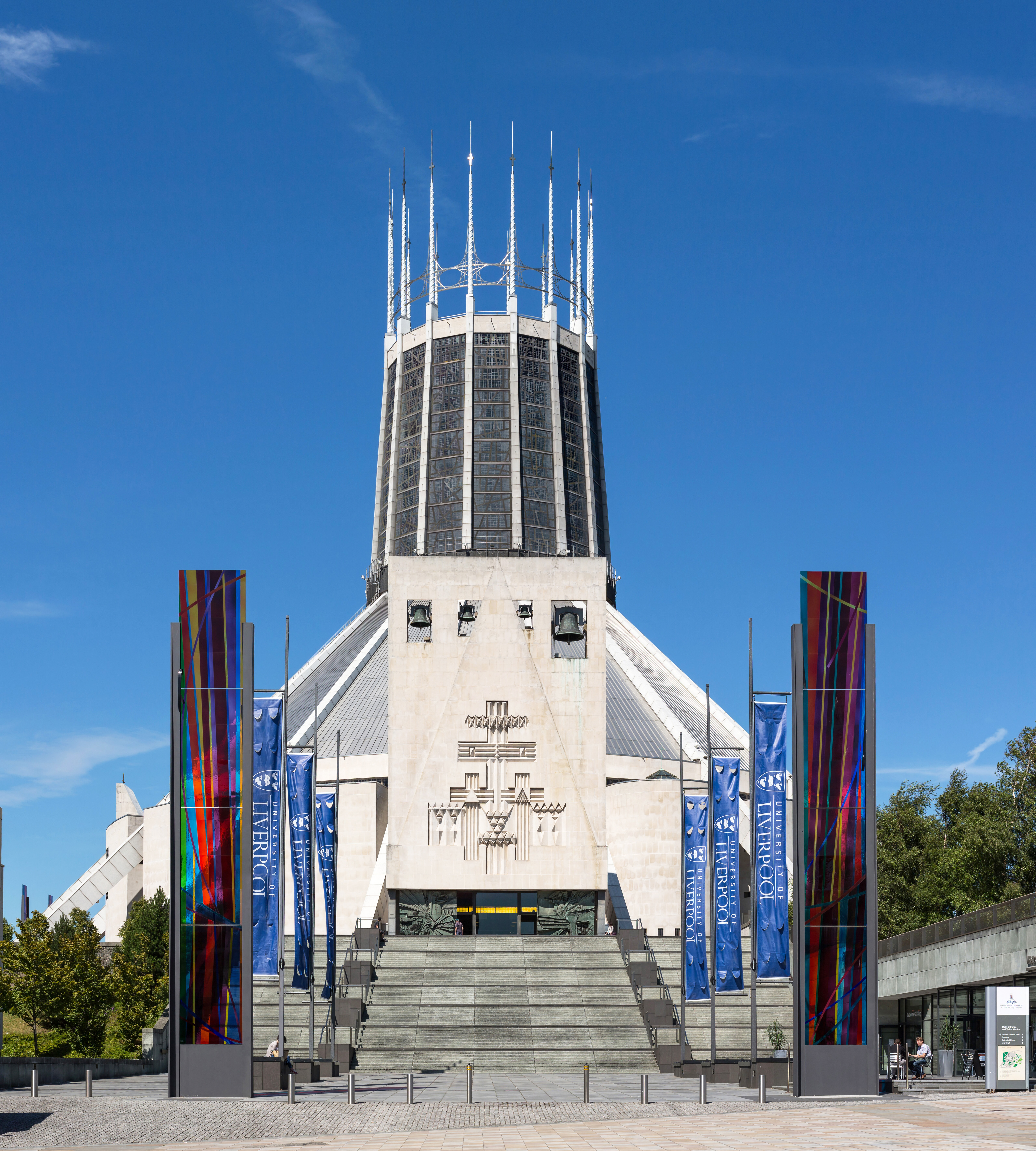
Metropolitan Cathedral in Liverpool mit Glassegeln von Raphael Seitz

Raphael Seitz hat Glasfenster, Kreuzwegstationen und Gemälde für Kirchen und Einrichtungen in ganz Europa geschaffen. Dabei stand für ihn das Spiel von Licht, Farbe und Atmosphäre im Mittelpunkt, das er vor allem auch bei den von ihm „Lichtraum“ genannten Rauminstallationen u. a. am Flughafen Stuttgart, am Ulmer Münster und am Kölner Dom in Szene setzte.
Als sakraler Glaskünstler fertigte Seitz nicht nur traditionelle Werkstücke wie Kirchenfenster, sondern auch den Glasaltar für die evangelische Martinskirche in Langenau, die künstlerische Ausgestaltung der Solarkollektoren-Flächen auf der Kirche in Horb-Mühlen oder das gläserne Auferstehungskreuz für das Zisterzienserstift Rein bei Graz. Zu seinen bedeutendsten Werken zählen die 2009/10 geschaffenen Glassegel für die Metropolitan Cathedral in Liverpool.
Papst Benedikt XVI. ernannte ihn 2010 zum Päpstlichen Glasmaler. Seine letzte Arbeit war das Ökumenekreuz für die argentinische Basiskirche, das er noch wenige Tage vor seinem Tod Papst Franziskus während einer Privataudienz im Februar 2015 präsentiert hatte und von diesem segnen ließ.
Eine besondere Stellung in Seitz’ Werk nahm seine Heimatstadt Heilbronn ein, wo er u. a. eine Glasfront für die Kreissparkasse Heilbronn schuf. In Heilbronn entstand auch sein Bildzyklus Totentanz Heilbronn. Beginnend mit Vergrößerungen von Fotografien aus den 1920er Jahren, die er 1999 in der zuvor als Lager des städtischen Bauhofs und dann als Kulturzentrum genutzten Heilbronner Zigarrenfabrik fand, hat Seitz für den Zyklus innerhalb von fünf Jahren weitere großformatige historische Fotos aus Heilbronn mit Acrylfarben übermalt und verfremdet, er erinnert damit an die Zerstörung der Stadt beim Luftangriff vom 4. Dezember 1944. Der siebenteilige Zyklus wurde über mehrere Jahre von den Städtischen Museen Heilbronn erworben und aus Anlass der 70-jährigen Wiederkehr der Zerstörung der Stadt von Dezember 2014 bis April 2015 erstmals vollständig gezeigt.

## Ausstellungen
Neben zahlreichen Teilnahmen an Gruppenausstellungen waren Werke von Raphael Seitz auch bei folgenden Einzelausstellungen zu sehen:
- Stuttgart-Bad Cannstatt, Collegium Ambrosianum (1981)
- Ehingen an der Donau, Studienheim (1985)
- Mauloff, Evangelisches Tagungsheim (1986)
- Bonn, Cusanuswerk (1990)
- Bielefeld, Bauamt der Evangelischen Kirche Westfalen (1991)
- Rot an der Rot, Bildungshaus (1992)
- Allmersbach im Tal, Rathaus (1992)
- Karlsruhe, „Lichtraum“ im Schlossgarten (1992)
- Bayreuth, Rathaus (1992)
- Schöntal, Bildungszentrum (1993)
- Dresden, „Lichtraum“ im Schloss (1994)
- Stuttgart-Hohenheim, Kunstraum der Akademie (1995)
- Heilbronn, Galerie Dietz/Benesch (1996)
- Köln, „Lichtraum“ im Niehler Dömchen (1996)
- Heilbronn, „Lichtraum“ in Rathaus und Versöhnungskirche (1998)
- Bad Boll, Evangelische Akademie Bad Boll (2000)
- Heilbronn, Galerie Weingut Drautz (2001)
- Beilstein, Kreissparkasse (2002)
- Bad Honnef, Katholisches Soziales Institut (2002)
- Bad Mergentheim, „Lichtraum“ im Kapuzinerkloster (2003)
- Paderborn, Galerie Peters (2003)
- Brüssel, „Lichtraum“ beim Europakonvent der Dominikaner (2003)
- Frankenthal, Hieronymus-Hofer-Haus (2006)
- Köln, „Lichtraum“ im Domforum (2007)
- Bad Rappenau, Wasserschloss Bad Rappenau (2009)
- Aachen, August-Piper-Haus und Domschatzkammer (2009)
- Linnich, Deutsches Glasmalerei-Museum (2009)
- Stuttgart, Haus der katholischen Kirche (2011)
- Taunusstein, Galerie Derix (2012)
- Köln, Domplatz (2013)
- Bühl, Gemeindezentrum (2013)